# Chris Devenski
Christopher Michael Devenski (né le 13 novembre 1990 à Cerritos, Californie, États-Unis) est un lanceur droitier des Rays de Tampa Bay de la Ligue majeure de baseball.

## Carrière
Joueur des Titans de l'Université d'État de Californie à Fullerton, Chris Devenski est repêché par les White Sox de Chicago au 25e tour de sélection en 2011. Il commence sa carrière professionnelle dans les ligues mineures en 2011 avec un club affilié aux White Sox mais est échangé aux Astros de Houston l'année suivante. En effet, il est transféré aux Astros le 3 août 2012 et représente le « joueur à être nommé plus tard » qu'avait garanti les White Sox lors de l'acquisition du lanceur droitier Brett Myers le 21 juillet précédent.
Devenski fait ses débuts dans le baseball majeur à l'âge de 25 ans le 8 avril 2016 avec les Astros de Houston. Utilisé surtout comme lanceur de relève, mais à quelques reprises comme lanceur partant, il connaît une très bonne première année dans les majeures. Il réussit 104 retraits sur des prises en 108 manches et deux tiers lancées et maintient une moyenne de points mérités de 2,16 en 48 matchs, dont 43 en relève. Il se classe 4e lors du scrutin qui détermine après la saison la recrue de l'année en Ligue américaine.
Son meilleur lancer est le changement de vitesse.
Il est invité au match des étoiles en 2017.